# Haywardina vastata
Haywardina vastata är en fjärilsart som beskrevs av Butler 1867. Haywardina vastata ingår i släktet Haywardina och familjen praktfjärilar. Inga underarter finns listade i Catalogue of Life.